# Edward Taylor (poeta)
Edward Taylor (ur. ok. 1642, zm. 1729) – amerykański poeta czasów kolonialnych, pastor. Przez ponad pięćdziesiąt lat sprawował posługę w Westfield,  w stanie Massachusetts. Pisywał w klimacie metafizycznym, stosując typowe dla poezji barokowej figury słowne. Autor m.in. Preparatory Meditations i Upon a Spider Catching a Fly Wiersze poety pozostawały w rękopisie i zostały wydane przez T.H. Johnsona dopiero w 1939.